# الجيش الأول (النمسا-المجر)
الجيش الأول أحد جيوش للإمبراطورية النمساوية المجرية تشكل عام 1914 بعد إعلان الحرب على مملكة صربيا واندلاع الحرب العالمية الأولى، تشكل الجيش الأول من 3 فيالق هم الفيلق الأول والفيلق الخامس والفيلق العاشر بمجموع 144 كتيبة مشاة و71 سرية خيالة و354 مدفع، أنتشر الجيش الأولى على الجبهة الروسية وسرعان ما خاض أولى معاركه بانتصار ضد الجيش الرابع الروسي في أغسطس من نفس العام.